# Barberêche
Barberêche é uma comuna da Suíça, no Cantão Friburgo, com cerca de 535 habitantes. Estende-se por uma área de 9,13 km², de densidade populacional de 59 hab/km². Confina com as seguintes comunas: Courtepin, Düdingen, Gurmels, La Sonnaz, Misery-Courtion.
A língua oficial nesta comuna é o Francês.